# Linguriță (speologie)
Prin linguriță (plural, lingurițe) se înțeleg(e) formele de eroziune cele mai frecvente din galeriile râurile subterane, care sunt în același timp și cele mai enigmatice forme ca geneză.
Lingurițele sunt excavațiuni de 3 — 30 cm lărgime, ce se succed ca valuri, acoperind pe mari suprafețe podeaua și pereții galeriilor. Acolo unde apar, calcarul este foarte lustruit. Caracteristic lingurițelor este asimetria lor evidentă. Ele au o parte mai lină si cealalta mai abruptă, iar creasta despărțitoare dintre două excavații este relativ ascuțită.
O scobitură de acest tip nu apare niciodată singură, ca la excavațiile de rodaj, ci într-o grupare, astfel încât depresiunile se îmbucă perfect unele în altele, fiind separate de creste. Adâncimea dintre creastă și fundul excavației nu este mare, variind de la câțiva milimetri la maximum doi centimetri; existând de altfel și o proporționalitate între lărgimea și adâncimea unei lingurițe.